# George Deacon
George Edward Raven Deacon FRS (21 de março de 1906 — 16 de novembro de 1984) foi um oceanógrafo e químico britânico.